# Église Saint-Roch d'Amiens
L'église Saint-Roch d'Amiens est une église située à Amiens, dans le département de la Somme, dans le quartier Saint-Roch qui se développa à l'ouest du centre-ville dans la seconde moitié du XIXe siècle avec l'arrivée du chemin de fer.

## Historique
L'église fut construite dans le quartier proche de la gare Saint-Roch, sur les plans de l'architecte de la ville d'Amiens Louis Henry Antoine à partir de 1878 qui avait déjà dirigé la construction de l'église Saint-Martin. Les travaux furent interrompus en 1881 puis reprirent pour se terminer en 1902, sous la direction de son fils, l'architecte Georges Antoine.
En 1913, un incendie détruisit le mobilier de l'église. Le peintre-verrier Daniel Darquet restaura les verrières de la nef et du chœur, endommagées durant la Première Guerre mondiale. La verrière surmontant le portail principal fut réalisée en verre américain opalescent.

## Caractéristiques
L'église fut construite en brique sur un plan allongé traditionnel à trois nefs, sans transept. La façade est flanquée de deux tourelles polygonales couvertes de dômes servant de clochers. L'entrée est précédée d'une loggia qui forme un porche surmonté d'un balcon. Quatre portes donnent accès à l'édifice dont un sur la façade. Celle-ci présente un décor fait d'assises de briques polychromes alternées et trois niches abritent les statues de saint Roch, saint Jean-Baptiste et d'un saint évêque (Firmin d'Amiens vraisemblablement) réalisées par Albert Roze.
La nef est élevée sur trois niveaux, elle est éclairée par des baies doubles. Les bas-côtés sont séparés de la nef par des arcs cintrés soutenus par des piliers. Les voûtes d'arêtes en brique sont masquées par un enduit imitant la pierre de taille. Une tribune intérieure surplombe les portails.